# Дребноцветен черен глог
Дребноцветният черен глог (Crataegus pentagyna) е храст или ниско дърво. Прилича на обикновения, или червен глог, но се отличава от него по това, че листата и осите на съцветието са покрити с власинки, узрелите плодове са черни на цвят и съдържат по 3 – 5 „костилки“, за разлика от обикновения, чиито плодове имат по една. Разпространен е из храсталаци и широколистни гори, предимно в по-топлите части на страната.

## Употреба в народната медицина
Използват се листата (запарка), плодовете (запарка), цветовете (запарка).
Химичен състав: Главните активни вещества са флавоноидите хиперозид, кверцетин, витексин и други, общо над 15 на брой.